# Gambias fotbollsförbund
Gambias fotbollsförbund, officiellt Gambia Football Federation, är ett specialidrottsförbund som organiserar fotbollen i Gambia.
Förbundet grundades 1952 och gick med i Caf 1966. De anslöt sig till Fifa år 1968. Gambias fotbollsförbund har sitt huvudkontor i staden Banjul.